# Санта Барбара (Калифорнија)
Санта Барбара (енгл. Santa Barbara) град је у америчкој савезној држави Калифорнија. Налази се у округу Санта Барбара. По попису становништва из 2020. у њему је живело 88.665 становника.
Захваљујући својој средоземној клими, Санта Барбара је популарно излетничко и туристичко одредиште. Поред овога, град има снажну економију која укључује високо развијен сектор услуга, као и секторе образовања, технологије, здравствене заштите, финансија, пољопровреде и производње. Године 2004, 35% грађана Санта Барбаре је било запошљено у сектору услуга, просечна зарада је износила 39.000 америчких долара, док је стопа незапослености била 3,7%.
У граду постоји више установа за високо образовање — Универзитет у Калифорнији, Градски колеџ Санта Барбаре, колеџ „Вестмонт“, институт „Брукс“, Музичка академија Запада, Пословни колеџ Санта Барбаре, институт за постдипломске студије „Пасифика“, универзитет за постдипломске студије „Филдинг“ и Институт за постдипломске студије Санта Барбаре. До 2008. у Санта Барбари се налазио и један од кампуса колеџа „Антиок“, који је угашен због недостатка финансијских средстава. Поред ових установа, у граду се налази и велики број основних и средњих школа, а постоји и неколико приватних школа.
Санта Барбара је ауто-путем 101 повезана са Лос Анђелесом на југу и Сан Франциском на северу. Такође, град је део мреже „Амтрака”, америчке националне железничке путничке корпорације, а у њему се налази и Општински аеродром Санта Барбаре.

## Географија
Санта Барбара се налази на надморској висини од 49 ft (15 m).

### Клима
| Клима (Санта Барбара)      | Клима (Санта Барбара) | Клима (Санта Барбара) | Клима (Санта Барбара) | Клима (Санта Барбара) | Клима (Санта Барбара) | Клима (Санта Барбара) | Клима (Санта Барбара) | Клима (Санта Барбара) | Клима (Санта Барбара) | Клима (Санта Барбара) | Клима (Санта Барбара) | Клима (Санта Барбара) | Клима (Санта Барбара) |
| Показатељ \ Месец          | .Јан.                 | .Феб.                 | .Мар.                 | .Апр.                 | .Мај.                 | .Јун.                 | .Јул.                 | .Авг.                 | .Сеп.                 | .Окт.                 | .Нов.                 | .Дец.                 | .Год.                 |
| -------------------------- | --------------------- | --------------------- | --------------------- | --------------------- | --------------------- | --------------------- | --------------------- | --------------------- | --------------------- | --------------------- | --------------------- | --------------------- | --------------------- |
| Средњи максимум, °C (°F)   | 17,6 (63,7)           | 18,1 (64,6)           | 18,5 (65,3)           | 19,7 (67,5)           | 20,3 (68,5)           | 21,8 (71,2)           | 23,3 (73,9)           | 24,1 (75,4)           | 24 (75)               | 22,8 (73)             | 20,3 (68,5)           | 18 (64)               | 20,7 (69,3)           |
| Просек, °C (°F)            | 11,1 (52)             | 12,2 (54)             | 12,9 (55,2)           | 14 (57)               | 15,2 (59,4)           | 16,9 (62,4)           | 18,6 (65,5)           | 19,3 (66,7)           | 18,8 (65,8)           | 16,8 (62,2)           | 13,7 (56,7)           | 11,3 (52,3)           | 15,1 (59,2)           |
| Средњи минимум, °C (°F)    | 4,6 (40,3)            | 6,2 (43,2)            | 7,3 (45,1)            | 8,4 (47,1)            | 10,1 (50,2)           | 12 (54)               | 13,8 (56,8)           | 14,6 (58,3)           | 13,6 (56,5)           | 10,8 (51,4)           | 7,1 (44,8)            | 4,5 (40,1)            | 9,4 (48,9)            |
| Количина падавина, mm (in) | 81 (31,9)             | 91 (35,8)             | 71 (28)               | 28 (11)               | 5 (2)                 | 0 (0)                 | 0 (0)                 | 5 (2)                 | 13 (5,1)              | 13 (5,1)              | 51 (20,1)             | 56 (22)               | 414 (163)             |
| [ тражи се извор ]         |                       |                       |                       |                       |                       |                       |                       |                       |                       |                       |                       |                       |                       |

## Демографија
Према попису становништва из 2010. у граду је живело 88.410 становника, што је 3.915 (4,2%) становника мање него 2000. године.
|                   | 2010.           | 2000.           |
| Укупно            | 88 410 (100,0%) | 92 325 (100,0%) |
| Белци             | 48 417 (54,76%) | 53 849 (58,33%) |
| Хиспаноамериканци | 33 591 (37,99%) | 32 330 (35,02%) |
| Азијати           | 3 062 (3,463%)  | 2 554 (2,766%)  |
| Остали            | 1 920 (2,172%)  | 1 956 (2,119%)  |
| Афроамериканци    | 1 420 (1,606%)  | 1 636 (1,772%)  |

## Међународна сарадња
- Тоба (1966)
- Пуерто Вајарта (1972)
- Палма де Мајорка (1986)
- Јалта (1987)
- Вејхај (1993)
- Сан Хуан (2000)
- Дингл (пролеће 2003)
- Хулијака